# پل (فیلم آلمانی)
پل (آلمانی: Die Brücke) فیلمی در ژانر درام و جنگی است که در سال ۱۹۵۹ منتشر شد. از بازیگران آن می‌توان به فریتز وپر، میشائیل هینتس و ادیت شولتزه-وستروم اشاره کرد.

## خلاصه فیلم
گروهی از پسران آلمانی دستور دارند از پلی که در نزدیکی دهکده خود قرار دارد در آخرین روزهای جنگ جهانی دوم محافظت کنند. سربازان پیش از رسیدن سربازان آمریکایی پا به فرار می گذارند اما پسران،که سرشار از ایدئولوژی نازیسم هستند برای محافظت از پل می مانند و...